# Antonio Nicita
Antonio Nicita (Siracusa, 10 febbraio 1968) è un economista italiano, dal 13 ottobre 2022 è senatore della Repubblica per il Partito Democratico.

## Biografia
Antonio Nicita si laurea in Discipline Economiche e Sociali (DES) all'Università commerciale Luigi Bocconi di Milano. Dottorato in economia politica a Siena, visiting scholar presso Università di Cambridge (Uk), Università di Yale (Usa), University of Arizona (Usa) e all'European University Institute. 
È un economista, professore Ordinario di Politica Economica presso l'Università LUMSA e in precedenza all'Università di Siena e presso la Sapienza di Roma. In passato è stato Commissario dell'Autorità per le Garanzie nelle Comunicazioni (AGCOM) dal 2014 al 2020. Ha fatto parte del Regulatory Scrutiny Board della Commissione Europea fino al 2022. Le sue ricerche si concentrano su economia industriale, law and economics, regolamentazione dei mercati, concorrenza e piattaforme digitali. Ha collaborato con organizzazioni internazionali come l'OECD ed è autore di numerose pubblicazioni accademiche su governance economica e regolazione delle tecnologie emergenti.
Componente della segreteria di Enrico Lettanel Partito Democratico come responsabile Pnrr innovazione e istituzioni, alle elezioni politiche anticipate del 2022 cura il programma politico della lista PD-IDP e si candida al Senato della Repubblica, tra le liste del Partito Democratico - Italia Democratica e Progressista (PD-IDP) nel collegio plurinominale Sicilia - 02, risultando eletto senatore. Nella XIX legislatura è vice-capogruppo del gruppo parlamentare PD-IDP al Senato e componente della 5ª Commissione Bilancio.
Alle elezioni europee del 2024 viene candidato al Parlamento europeo, tra le liste del Partito Democratico nella circoscrizione Italia insulare, raccogliendo oltre 44 mila voti di preferenze ma non viene eletto, scattando solo un seggio (a circa 49 mila voti).

### Vita privata
Figlio di Santi Nicita, presidente della Regione Sicilia dal 19 ottobre 1983 al 21 marzo 1984, e cugino di Stefania Prestigiacomo, deputata di Forza Italia e ministra nei governi Berlusconi II, III e IV.
È padre adottivo di due ragazzi di origine congolese.

## Libri
Negli ultimi dieci anni ha pubblicato:
- A. Nicita (2025) Nell'età dell'odio. Sfera pubblica, intolleranza, democrazia, Il Mulino
- A. Nicita (2025) Hate vs. Freedom, A Long Neglected Dilemma over Free Hate Speech, Emerald Publishing
- C. Cambini, A. Manganelli, G. Napolitano, A. Nicita (2024) Economa e Diritto della Regolazione, Il Mulino,
- A. Manganelli, A. Nicita (2022) Regulating Digital Markets. The European Approach, Palgrave MacMillan
- A. Nicita (2021) Il Mercato delle Verità. Come la disinformazione minaccia la democrazia, Il Mulino
- G. de Blasio, A. Nicita, F. Pammolli (2021) (a cura di) Evidence-based Policy!, lI Mulino
- A. Manganelli, A. Nicita (2020) The Governance of Telecom Markets.Economics,Law and Institutions in Europe,Palgrave MacMillan
- M. Delmastro, A.Nicita (2019) Big Data.Come stanno cambiando il nostro mondo, Il Mulino, seconda ristampa.
- A. Nicita, F. Belloc (2016) Liberalizations in Network Industries. Economics, Policy and Politics. Springer